# Тульский академический театр драмы
Тульский государственный ордена Трудового Красного Знамени академический театр драмы имени М. Горького — академический драматический театр в Туле.

## История театра
История театра начинается в 1777 году, когда по случаю введения Тулы в ранг губернского центра был показан первый спектакль «Так и должно». В 1787 году театр посетила императрица Екатерина II.
В 1938 году практически все главные действующие лица спектакля «Анна Каренина» были обвинены членами «шпионской организации» и арестованы, четверо расстреляны, среди них была исполнительница главной роли — Анна Томашевская. В годы Великой Отечественной войны театр не прекращал своей работы (за исключением периода осадного положения города). Почти каждый день давали по два спектакля, выезжали с концертами в воинские части и на передовую.
В 1970 году было построено новое здание театра, в котором он располагается до сих пор. Архитекторы — А. Красильников, А. Попов, В. Шульрихтер. Скульптурная композиция «Музы» на фасаде выполнена из металла А. Васнецовым совместно с И. Васнецовой и Д. Шаховским.
С 1989 по 2011 годы коллектив театра возглавлял ученик Георгия Товстоногова Александр Попов, в спектаклях которого играли Рима Асфандиярова, Виталий Базин, Владимир Башкин, Татьяна Демидова, Борис Заволокин, Николай Земцов, Николай Казаков, Владислав Коробкин, Михаил Матвеев, Евгения Пчёлкина и Софья Сотничевская.
В 1995 году театру присвоено звание «Академический». С 1995 по 2007 год на базе театра существовал филиал Ярославского театрального института, двадцать выпускников которого сейчас заняты в репертуаре.
В 2000 году театр стал лауреатом театрального конкурса «Окно в Россию». 9 сентября 2008 года перед главным входом в театр после капитального ремонта был открыт сквер с обилием фонтанов.

## Труппа театра

### Народные артисты
- Савченко, Наталья Петровна

### Заслуженные артисты
- Ананьин, Виктор Васильевич
- Вершинин, Геннадий Петрович
- Дружинина, Наталья Петровна
- Жуков, Валерий Михайлович
- Закирова, Светлана Газизовна
- Небольсин, Игорь Иванович
- Попенко, Елена Павловна
- Сидоренко, Андрей Викторович
- Спирихина, Любовь Фёдоровна
- Федотова, Ирина Васильевна
- Чепелев, Виктор Иосифович

### Артисты
- Анисимова, Марина Николаевна
- Архипов, Антон Семёнович
- Бавтрикова, Ирина Вячеславовна
- Балабаев, Антон Валериевич
- Барактари, Александру
- Баурина, Ольга Олеговна
- Берестнева, Елена Александровна
- Беседин, Ярослав Сергеевич
- Богородицкий, Юрий Юрьевич
- Борисова, Марина Сергеевна
- Бутенин, Николай Владимирович
- Васина, Ирина Николаевна
- Воробьев, Ян Евгеньевич
- Григорян, Ваагн Гамлетович
- Дороничева, Евгения Вадимовна
- Забарова, Наталия Юрьевна
- Киеня, Лариса Владимировна
- Кирьяков, Анатолий Митрофанович
- Климова, Валерия Владимировна
- Медведева, Инна Андреевна
- Максюта, Екатерина Владимировна
- Попова, Мария Александровна
- Пыжов, Сергей Игоревич
- Сергеев, Сергей Анатольевич
- Соловьёва, Мария Владимировна
- Сидельников, Илья Юрьевич
- Старцев, Максим Андреевич
- Сторожев, Александр Александрович
- Стребляк, Артём Александрович
- Тарада, Инна Борисовна
- Федоренко, Елизавета Фёдоровна
- Федотов, Вячеслав Михайлович
- Халилеев, Александр Александрович
- Чепушканов, Дмитрий Владимирович
- Чуков, Алексей Дмитриевич
- Школьникова, Юлия Сергеевна

## Руководители

### Президент театра
- Борисов, Сергей Михайлович (с 2023)[3]

### Генеральные директора
- Борисов, Сергей Михайлович (2017—2023)
- Зайцев, Александр Васильевич (2023—2024, исполняющий обязанности)
- Михайлов, Олег Станиславович (с 2024)[4]

### Директора
- Брустин, Лев Яковлевич (1967—1973)
- Борисов, Сергей Михайлович (1981—2017)

### Художественные руководители
- Попов, Александр Иосифович (1989—2011)
- Краснов, Дмитрий Алексеевич (2018—2023[5])
- Данцигер, Вадим Иосифович (с 2024)

### Главные режиссёры
- Лебедев, Владимир Николаевич (1949—1953)
- Рахлин, Рафаил Павлович (1969—1981)
- Краснов, Дмитрий Алексеевич (2012—2013)

### Главные художники
- Шильдкрет, Владимир Григорьевич (1943—1956)
- Брустин, Лев Яковлевич (1956—1986)
- Ентин, Борис Григорьевич (1991—2008)
- Дубровин, Александр Леонидович (2011 — наст. время)

## В театре работали
- Агаджанова, Мария Фердинандовна (1936—1948)
- Асфандиярова, Рима Газизовна (1969—2007)
- Афанасьев, Олег Алексеевич (1981—1984)
- Базин, Виталий Васильевич (1970—2010)
- Басин, Евгений Ниоклаевич (1930—1987)
- Башкин, Владимир Андреевич (1968—2006)
- Безрукова, Ирина Владимировна (1988—1989)
- Белоусов, Николай Степанович (1967—1983)
- Гаврилова-Эрнст, Марина Александровна (1961—1965)
- Гамуряк, Людмила Алексеевна (1985—2016)
- Говалло, Вячеслав Викторович (1973—1985)
- Демидова, Татьяна Александровна (1954—1996)
- Донская, Нина Васильевна (1935—1937)
- Дуванин, Иван Михайлович (1942—1958)
- Есауленко, Олег Николаевич (1966—2016)
- Заволокин, Борис Фёдорович (1989—2022)
- Земцов, Николай Фёдорович (1968—1971 и 1983—1999)
- Иркабаев-Этайн, Олег Геннадьевич (1989—1990)
- Казаков, Николай Алексеевич (1962—2005)
- Коробкин, Владислав Фёдорович (1973—1980 и 1984—1995)
- Красикова, Ольга Анатольевна (1980—2020)
- Манский, Давид Моисеевич (1953—1957)
- Матвеев, Михаил Николаевич (1976—2005)
- Найман, Вениамин Маркович (1995—2012)
- Пчёлкина, Евгения Ивановна (1963—1997)
- Садовский, Лев Андреевич (1945—1954)
- Соловьёва, Александра Ивановна (1956—1996)
- Сотничевская, Софья Владимировна (1944—1978 и 1991—2008)
- Харченко, Николай Иосифович (1933—1936)
- Чонишвили, Ножери Давидович (1962—1966)
- Шапошников, Леонид Михайлович (1997—2003)
- Шевырёва, Валентина Сергеевна (1932—1973)
- Шишкин, Казимир Алексеевич (1955—1970)
- Шорыгин, Константин Васильевич (1935—1969)
- Шумейко, Пётр Дмитриевич (1976—1984)

## Репертуар
- «Пиковый валет» Борис Акунин
- «Как боги» Юрий Поляков
- «Карнавал в Вероне» Григорий Горин
- «Бабаня и все, все, все...» Катя Рубина
- «Чужой ребенок» Василий Шкваркин
- «Последние» Максим Горький
- «Нахлебник» И. С. Тургенев
- «Ретро» Александр Галин
- «Аквитанская львица (Лев зимой)» Джеймс Голдмен перевод и сценическая редакция Н. И. Кузьминского
- «Палата бизнес-класса» Александр Коровкин
- «Воскресение» Л. Н. Толстой
- «Счастье моё…» (Бумажный патефон) Александр Червинский
- «Под золотым орлом» Ярослав Галан
- «Смешанные чувства» Ричард Баэр
- «Веер леди Уиндермир» Оскар Уайльд
- «Тётка Чарлея» Брандон Томас
- «Боинг-Боинг» Марк Камолетти
- «Не все коту масленица» А. Н. Островский
- «Шикарная свадьба» Робин Хоудон (перевод Валентина Хитрово-Шмырова)
- «Тифлисские свадьбы» по пьесе «Ханума» А. А. Цагарели
- «Медовый месяц Белугина» А. Н. Островский, Н. Я. Соловьёв
- «Чудеса на полтора часа» по мотивам русских народных сказок
- «Аленький цветочек» С. Т. Аксаков (пьеса Дмитрия Краснова)
- «Анчутка» Будимир Метальников

## Награды
- Орден Трудового Красного Знамени (28 декабря 1977 года) — за заслуги в развитии советского театрального искусства и в связи с 200-летием со дня основания[6].
- Благодарность Президента Российской Федерации (21 января 2003 года) — за большие заслуги в развитии театрального искусства и в связи с 225-летием со дня основания[7].